# Monetki
Monetki (deutsch Sophienthal) ist eine Siedlung (polnisch osada) in der polnischen Woiwodschaft Ermland-Masuren, die zur Stadt-und-Land-Gemeinde Ryn (Rhein) im Powiat Giżycki (Kreis Lötzen) gehört.

## Geographische Lage
Monetki liegt in der östlichen Mitte der Woiwodschaft Ermland-Masuren, zwölf Kilometer südwestlich der Kreisstadt Giżycko (Lötzen) und acht Kilometer nordöstlich der Stadt Ryn (Rhein).

## Geschichte
Der kleine Ort, der bis zum 4. Mai 1860 Abbau Jany hieß, war bis 1945 ein Wohnplatz der Gemeinde Skoppen (1938 bis 1945: Reichenstein, polnisch Skop) und mit der Geschichte der Muttergemeinde eng verbunden. Er gehörte somit bis 1945 zum Kreis Lötzen im Regierungsbezirk Gumbinnen (1905 bis 1945: Regierungsbezirk Allenstein) der preußischen Provinz Ostpreußen.
Seit 1945 ist der Ort als „Monetki“ eine Ortschaft der polnischen Stadt- und Landgemeinde Ryn (Rhein) im Powiat Giżycki (Kreis Lötzen), vor 1998 der Woiwodschaft Suwałki, seither der Woiwodschaft Ermland-Masuren zugehörig.

## Kirche
Sophienthal war bis 1945 in die Evangelische Pfarrkirche Rhein und in die Katholische Pfarrkirche St. Bruno Lötzen eingepfarrt. Heute gehört Monetki zur evangelischen Pfarrkirche in Ryn sowie zur katholischen Pfarrkirche Unbefleckte Empfängnis Mariä in Ryn, die in Monetki eine eigene Filialkirche unterhält.

## Verkehr
Aufgrund seiner Lage an der Nebenstraße von Skop (Skoppen, 1938 bis 1945 Reichenstein) über Stara Rudówka (Alt Rudowken, 1938 bis 1945 Hammerbruch) nach Szymonka (Schimoken, 1938 bis 1945 Schmidtsdorf) ist Monetki sowohl von der polnischen Landesstraße DK 59 (frühere deutsche Reichsstraße 140) als auch von der Woiwodschaftsstraße DW 643 aus gut zu erreichen. Außerdem besteht von Kozin (Koszinnen, 1928 bis 1945 Rodenau) eine Landwegverbindung nach Monetki.